# Bengt Frökenberg
Bengt Frökenberg, född 15 mars 1776 i Habo församling, Skaraborgs län, död 7 september 1845 i Vadstena hospitalsförsamling, Östergötlands län, var en svensk rådman och dekorationsmålare.

## Biografi
Frökenberg var gift första gången 1805 med Anna Sophia Rimius, änka efter målaråldermannen Johan Wurtzelius och andra gången 1825 med Christina Catharina Abrahamsdotter samt tredje gången 1842 med Maria Christina Sandberg. Vid sidan av sin tjänst som rådman i Linköping var Frökenberg verksam som dekorationsmålare, bland annat målade han altartavlan i Sya kyrka i Östergötland 1826. Han var i slutet av sin levnad sjuklig och dog som provkurspatient på Vadstena hospital.